# 西恩·韋恩斯
西恩·馬蒂斯·韋恩（英語：Shawn Mathis Wayans，1971年1月19日—）是美國演員，喜劇演員，作家，製片人和DJ。他與他的兄弟馬龍·韋恩斯一起出演了WB電視網的情景喜劇《韋恩兄弟》（1995-1999），並在喜劇電影《不要威脅》（1996）、《驚聲尖笑》（2000）、《驚聲尖笑2》（2001）、《小姐好白》（2004年）、《小孩好黑》（2006年）和《舞蹈輕彈》（2009年）中出演。

## 早期生活
韋恩是十個兄弟姐妹中的第九個，出生於紐約，為Elvira Alethia的兒子，以及超市經理Howell Stouten Wayans的兒子。他的家人曾經是耶和華見證人。韋恩在鄰近於雀兒喜的曼哈頓的富爾頓大廈中長大，並於1989年從Bayard Rustin人文高中畢業。

## 外部連結
- 西恩·韋恩斯在互联网电影资料库（IMDb）上的資料（英文）